# (2004) Lexell
(2004) Lexell ist ein Asteroid des Hauptgürtels, der am 22. September 1973 vom russischen Astronomen Nikolai Stepanowitsch Tschernych am Krim-Observatorium in Nautschnyj (IAU-Code 095) entdeckt wurde.
Der Asteroid wurde nach dem schwedisch-russischen Astronomen und Mathematiker Anders Johan Lexell (1740–1784) benannt, der als Erster die Umlaufbahn des Planeten Uranus berechnete.